# Jeanne Toussaint
Jeanne Toussaint   (Charleroi, 13 de gener de 1887 - 16è districte de París, 7 de maig de 1976) va ser una joiera i dissenyadora de moda francesa nascuda a Bèlgica que va exercir una gran influència en el disseny de joies després que Louis Cartier, la nomenés directora d'Alta Joieria de Cartier l'any 1933. Se la recorda sobretot pels seus dissenys de panteres, que descobertes per primera vegada com a decoració d'un rellotge Cartier el 1914, es van convertir en el tema de diverses creacions per a la Duquessa de Windsor, entre elles un braçalet d'ònix el 1952. Toussaint també es va especialitzar en creacions inspirades en les joies dels mogols i els maharajàs.

## Primers anys
Nascuda a Charleroi, Bèlgica, el 13 de gener de 1887, Jeanne Rosine Toussaint era filla d'Edouard Victor Toussaint (1837-1894) i de Marie Louise, de soltera Elegeer. Juntament amb la seva germana gran, Charlotte, es va criar en una família de puntaires que la van introduir a la moda i l'estil des de ben jove. Després que el seu pare morís quan encara era petita, la seva mare es va enamorar d'un alemany que es va convertir en un membre de la família, va contribuir al negoci, però va abusar de les seves dues filles. Tots dos van decidir marxar de casa: Charlotte es va mudar a París mentre Jeanne, amb quinze anys, va buscar la protecció de Pierre de Quinsonas, un aristòcrata francès que s'havia mudat a Brussel·les per escapar-se del servei militar. Amb l'esperança de casar-s'hi, la va portar a París, però la seva família li va negar el permís. Tot i això, li va trobar un apartament al centre de la ciutat, presentant-la a la societat francesa. Aviat va conèixer Coco Chanel, l'il·lustrador George Barbier i, el més important, Louis Cartier.

## Trajectòria professional
Jeanne Toussaint és recordada per la seva llarga relació amb les panteres, ja que vivia en un apartament ple de pells de pantera i vestia un abric lluent de pell de pantera. Cartier es referia afectuosament a ella com “Ma petite panthère” i va ser ella la que va ressaltar la bellesa del felí en l’art de la joieria. El primer disseny de pantera de Cartier va començar amb un rellotge de polsera l’any 1914. Louis Cartier, impressionat pel seu estil original, la va convidar a treballar per a la maison perquè dissenyés accessoris com bosses de mà i cigarreres. Poc temps després va ser nomenada cap del nou departament per produir peces més accessibles i a partir d’aquí es va convertir en una especialista en joies. Posteriorment, va ser nomenada directora creativa de l'alta joieria l’any 1933 a la Rue de la Paix, on va crear peces molt icòniques. A partir de 1948, va crear diverses joies específicament per a la Duquessa de Windsor, començant per un colofó de pantera i també va fer pel duc de Windsor, un altre colofó impressionant d'un flamenc, l’any 1948. També va crear obres basades en libèl·lules, marietes, aus del paradís, lleons i tigres, junt amb una altra de les seves especialitats que eren les joies inspirades en els mogols i els maharajàs de l'Índia. Les obres de Jeanne Toussaint van tenir molt d’èxit i no només per part de la reialesa (com la Duquessa de Windsor, que portava el colofó de pantera al seu cinturó quan va visitar Versalles), sinó que també les duien actrius famoses de l'època. Aquestes actrius foren per exemple Jacqueline Delubac i María Félix, una actriu mexicana que va assistir a una festa a Deauville amb un famós collaret de serp, fet d'or, diamants, maragdes i platí. D’altra banda, algunes peces de Toussaint també van aparèixer als cinemes, com per exemple en la pel·lícula Ocean’ 8, on podem veure una de les peces de Jeanne Toussaint de l’any 1930. Jeanne Toussaint, en reconeixement de la seva contribució a la joieria i el disseny, va ser condecorada amb la Gran Creu de la Legió d'Honor el 1955. Finalment, Jeanne Toussaint es va jubilar de Cartier l’any 1970 i va morir a París el 7 de maig de 1976.